# Десять пенсов (Ирландия)

Монета в десять пенсов была введена в обращение в Ирландии 15 февраля 1971 года; её дизайн аналогичен дизайну ирландской монеты в 1 флорин, выпущенной в 1928 году. Часть этих монет осталась в обращении до 1994 года, с той же стоимостью, размером и весом, что и новая монета в десять пенсов.
Монета в десять пенсов, введенная в 1971 году, была весом 11,31036 граммов и диаметром 2,85 сантиметра; в конце 1980-х стало очевидным, что нужно уменьшить размер монеты из-за её низкой стоимости. Монета десять пенсов первой серии отчеканена в последний раз в 1986 году.
В 1993 году размер монеты уменьшен на 2,2 см диаметром и 5,45 грамма. Эта новая монета сохранила старый дизайн, но были некоторые изменения, в частности, расположение фигуры и расположения лосося. Монета состояла на 75 % меди и на 25 % из никеля.

Монета составляет 1/10 ирландского фунта. Все монеты в десять пенсов, выпущенные в 1971—1986 годах, были изъяты из обращения 1 июня 1994 года; монеты новой серии 1993 года вышли из оборота с появлением евро.